# Високи
Високи је био утврђени град у Босни током средњег века из чијег се некадашњег подграђа развио град Високо. Данас је скоро у потпуности ишчезао, али је у плану његова обнова и рестаурација, иако је сам простор локалитета непосредно угрожен тзв. Височким пирамидама. Први пут се помиње на једној повељи 1. септембра 1355. године коју је у њему потписао бан Босне Твртко (бан 1353—1377, краљ 1377—1391), али се сматра да је само утврђење старије од тог доба. Претпоставља се да је са оближњом Краљевом Сутјеском и Бобовцем чинио својеврсну владарску област Босне. Сам град се налази на врху брда Височице, која се понекад по његовим развалинама назива и Град, на надморској висини од 766.5m односно на око 300m изнад долине у којој се развио данашњи град. Утврда је издужене неправилно правоугаоне основе и простире се правцем север—југ са приближним димензијама 60m x 25m. Ојачана је са две јаке велике квадратне куле, једном средњом и две заобљене. Археолошка истраживања на локалитету су отпочела 15. септембра 2007. године, а планирано је да се по њиховом окончању распише конкурс за идејно решење на основу кога ће тврђава бити обновљена и реконструисана. Сам локалитет се налази под заштитом државе као национални споменик. 